# Roger Desllor
Roger Desllor ou Deslaur, était un chevalier originaire du Roussillon et au service de Gautier V de Brienne, duc d'Athènes. Il avait été souvent envoyé comme émissaire du duc auprès des mercenaires de la Compagnie catalane qu'il prit à son service en 1310.
Après la rupture entre la compagnie et le duc, il participa dans les troupes de ce dernier à la bataille de Halmyros le 15 mars 1311, au cours de laquelle la compagnie catalane écrasa les troupes ducales et tua le duc. Il fut l'un des rares chevaliers à survivre à la bataille.
La compagnie catalane, ayant décidé de rester dans la région et se cherchant un chef, lui proposa le poste de recteur et de maréchal de la compagnie qu'il accepta, après le refus de l'autre seigneur survivant, Boniface de Vérone. Les catalans lui accordèrent aussi le fief de Salona et la main de la veuve du seigneur de Salona.
Cependant, Roger Desllor ne put s'acquitter de sa tâche de défenseur des conquêtes catalanes. Menacé par Nègrepont alors sous contrôle vénitien et par le prince d'Achaïe, il négocie le transfert de la suzeraineté à Frédéric II de Sicile qui nomme son fils Manfred duc en 1312. Frédéric envoie Berenguer Estañol comme vicaire général de Manfred. Desllor démissionne alors de son poste de chef de la compagnie catalane et cède le trône du duché d'Athènes. Il prend sa retraite dans son château de Salona qu'il cède finalement à Alphonse Fadrique en 1318.

## Sources
- (en) Cet article est partiellement ou en totalité issu de l’article de Wikipédia en anglais intitulé « en:Roger Deslaur » (voir la liste des auteurs).